# Éric Delcourt
 (novembre 2022).
Éric Delcourt est un auteur, comédien, metteur en scène et réalisateur français né le 27 mars 1970 à Savigny-sur-Orge. De 2015 à 2022, il est le directeur artistique du Théâtre de Dix Heures. Depuis 2022, il se consacre à ses futurs projets de théâtre et de cinéma.

## Biographie
Né le 27 mars 1970 à Savigny-sur-Orge, il commence sa vie professionnelle à Toulouse en 1984 où il s'installe pour faire une école hôtelière et évoluera dans ce domaine jusqu’en 1996. En 1996, il fait la rencontre de Vincent Azé, qui deviendra son partenaire sur scène dans le duo Double Vitrage Blindé,. Il se fait ensuite remarquer dans les soirées TBH (Tendresse et Bonne Humeur, création de Vincent Azé et Jean-Luc Lemoine) auxquelles il participe sur scène entre 1996 et 2000. En 1998, Eric Delcourt assure avec Vincent Azé, l’écriture de la pièce Droits de Succession. En 2006, il écrit La Sœur du Grec mise en scène par Jean Luc Moreau avec Audrey Dana et Cyrille Eldin. Sa comédie Hors Piste est créée en 2008 au Théâtre Fontaine, dont il écrira la suite en 2010, Hors Piste aux Maldives. Il poursuit ses apparitions en tant qu’acteur (Le pacte des Loups sorti en 2001 avec Vincent Cassel, Samuel Le Bihan et Monica Bellucci) tout en assurant le poste de 3ème assistant réalisateur. Il devient l’adjoint au maire au côté de Lionel Abelanski dans les films Les Municipaux, ces héros (2017) et Les Municipaux, trop c’est trop (2019) des Chevaliers du Fiel. En 2022, il joue dans le film Le Clan de Eric Fraticelli ainsi que dans le deuxième volet d'Alibi.com de Philippe Lachaud. En 2024, il apparait dans la comédie Neuilly-Poissy de Grégory Boutboul.

## Filmographie
- 2000 : Le Pacte des loups de Christophe Gans
- 2001 : 1000 Millième de fantaisie immobilière de Rémi Waterhouse
- 2007 : Nuit cannoise de Christian Vandele (comédien et scénariste)
- 2008 : Roman de gare de Claude Lelouch
- 2008 : Le Coach d'Olivier Doran
- 2015 : Les Favoris d'Éric Delcourt et Sébastien Galiana (auteur, réalisateur, comédien)
- 2017 : Les Municipaux, ces héros d'Éric Carrière et Francis Ginibre
- 2018 : Juste une mise au point de Sabrina Nouchi et Milo Chiarini
- 2018 : Les Municipaux, trop c'est trop d'Éric Carrière et Francis Ginibre
- 2021 : Mon milieu de Milo Chiarini
- 2023 : Le Clan d'Éric Fraticelli
- 2023 : Alibi.com 2 de Philippe Lacheau
- 2023 : Anora de Thierry Bourcy
- 2024 : Neuilly-Poissy de Grégory Boutboul
- 2025 : Red Bird de Alexandre Laugier

## Théâtre
- 1997 : Pierre Aucaigne "Momo" de Bob Decout (auteur)
- 1999 : Droit de succession de Vincent Azé, Eric Delcourt (auteur, metteur en scène, comédien)
- 2000 : Les Soirées tendresses et bonne humeur (metteur en scène)
- 2003 : AT 751 de Corinne Dacla, Félicia Massoni (auteur, metteur en scène)
- 2003 : La Salle de bain de Astrid Veillon (adaptation, mise en scène)
- 2004 : Surprises et conséquences de Bruno Chiche (comédien)
- 2004 : Le talon d'Achille de Eric Delcourt de Bob Clark (adaptation, metteur en scène)
- 2004 : Un beau salaud de Jean-Luc Moreau (auteur)
- 2005 : 1, 2, 3 Sardines de Jean-Luc Moreau (comédien)
- 2007 : La soeur du grec de Eric Delcourt, Jean-Luc Moreau (auteur, metteur en scène, comédien)
- 2010 : Hors piste de Eric Delcourt, Dominique Deschamps - (auteur, metteur en scène, comédien)
- 2011 : Hors piste au Maldives - Eric Delcourt, Dominique Deschamps - (auteur, metteur en scène, comédien)
- 2012 : Panik de Jean-Claude Idée - (comédien)
- 2013 : Delcourt décolle (auteur et comédien)
- 2015 : Revenir un jour de Franck Le Hen (metteur en scène)
- 2015 : Une heure avant le mariage (auteur, comédien)
- 2016 : Doudou de Yassine Belattar, Thomas Barbazan, Arnaud Barbe (comédien)
- 2016 : Rumeurs (metteur en scène, comédien)
- 2016 : Les Favoris de Eric Delcourt (auteur, metteur en scène)
- 2017 : La fève du samedi soir de Eric Delcourt (auteur, metteur en scène)
- 2017 : Tous nos amis sont la de Anaïs Petit (metteur en scène)
- 2017 : Femme au bord de la crise de mère de Emmanuelle Bodin (metteur en scène)
- 2018 : Ma vie à l'envers de Jo Brami (metteur en scène)
- 2019 : Retrouvailles de Fonzie Kohan (metteur en scène)
- 2020 : A tout prix de Kriss Goll (metteur en scène)
- 2020 : Cher parrain de Jeremy Freitas (metteur en scène)
- 2021 : J'y étais presque (auteur, comédien)
- 2022 : Finalement je vais bien de Eric Delcourt de Julien Gobain (metteur en scène)
- 2022 : Hasta la vista de Steve Bally (metteur en scène, acteur)
- 2022 : États des lieux de Christian Légal (metteur en scène)
- 2024 : Daron de Solay (metteur en scène)